# Aardoliedestillaat
Uit de vloeibare natuurlijke grondstof aardolie kunnen door destillatie diverse (vloeibare) stoffen ("fracties") worden gemaakt die kunnen dienen als brandstof of als grondstof voor de chemische industrie, zoals onder meer:
- benzine
- bitumen (de zwaarste fractie, kan ook natuurlijk ontstaan)
- dieselolie
- kerosine
- nafta
- petroleum
- petroleumether